# Brennivín

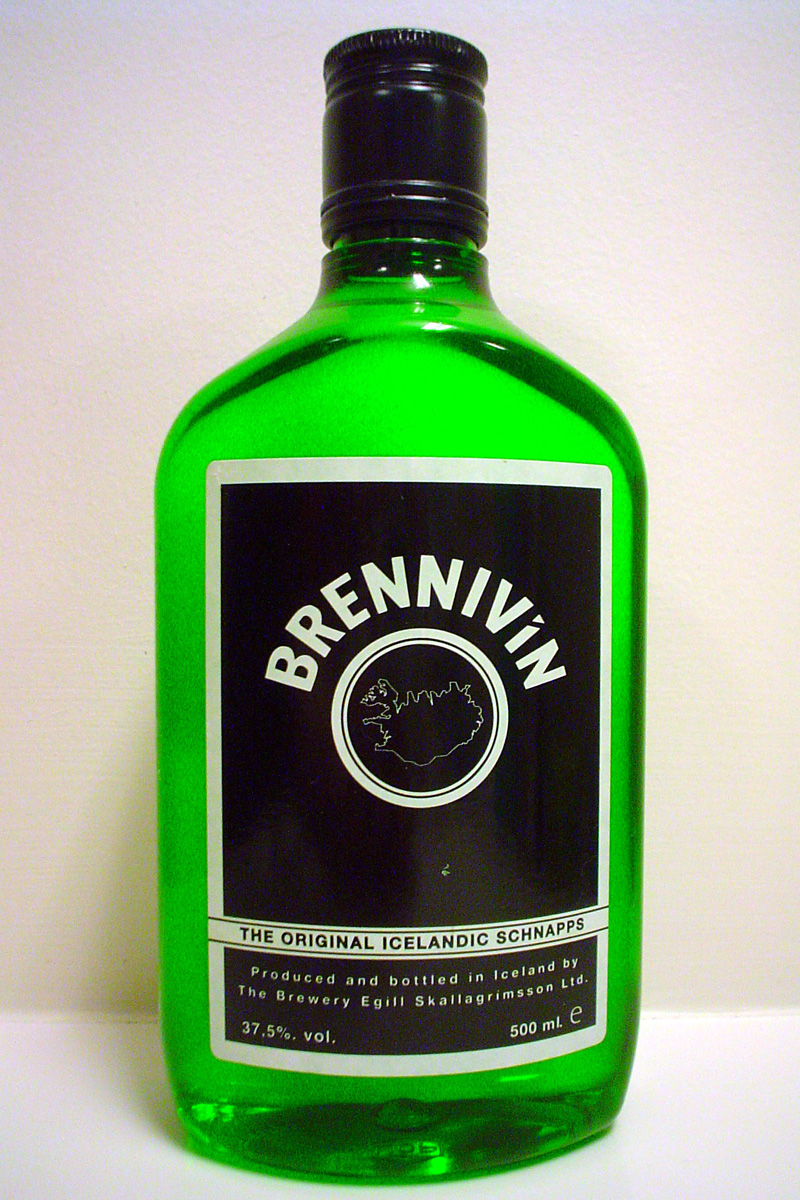
På Brennivíns-flaskans etikett finns numera en kartbild av Island, istället för den ursprungliga dödskallen.

Brennivín (isländska för 'brännvin') är en spritsort från Island. Den tillverkas av potatis och kryddas med kumminfrön.
Den började tillverkas 1935, efter att det isländska alkoholförbudet upphört. Då hade flaskan en varningssymbol i form av en vit dödskalle på svart bakgrund, för att varna för konsumtion. Detta gav drycken smeknamnet "Svarti dauðinn" (Svarta döden), isländska för Digerdöden. Numera har etiketten en isländsk kartbild istället för dödskallen.
Tillverkare är Ölgerðin Egill Skallagrímsson, ett bryggeri på Island som även tillverkar öl och läsk.